# Die letzte Folge
Die letzte Folge ist ein Kriminalfilm aus dem Jahr 1964 nach dem französischen Theaterstück D'après nature ou presque von Michel Arnaud und Tania Ballachowa in der Übersetzung von Claude Vernier.

## Handlung
Der Drehbuchautor Jean Pierre hat sich mit seinem Co-Autor Bilbo und seiner Sekretärin Sonja auf eine Insel in das Landhaus seines Freundes André zurückgezogen, um endlich die letzten Folgen eines Krimi-Mehrteilers zu schreiben. In den bereits ausgestrahlten Folgen hat er einen Mord dargestellt, wie er eigentlich gar nicht ausgeführt werden kann. Nun drängt die Zeit und er hat keine Idee, wie er den Fall zu Ende bringen kann.
Außer den vier genannten Personen sind noch Bilbos Frau Danielle, deren morphiumsüchtiger Bruder Claude und die angehende Schauspielerin Minou anwesend. Durch ein Hochwasser sind diese sieben Personen von der Außenwelt abgeschnitten. Die Situation ist der in Jean Pierres Krimi sehr ähnlich, und Jean Pierre macht es Spaß, der einfältigen Minou damit Angst zu machen.
Doch dann wiederholt sich der in Jean Pierres Film dargestellte Mord in der Realität: Danielle geht abends als Erste schlafen, lässt aber ihre Tür offen. Kurz darauf geht Minou an ihrem Zimmer vorbei und sieht sie mit einem Messer im Rücken auf dem Boden liegen. Zu diesem Zeitpunkt waren Sonja und André draußen, um den umherirrenden Claude zu suchen, und Bilbo und Jean Pierre waren im Wohnzimmer, also nicht in der Nähe. Auch scheint zunächst niemand ein Motiv für den Mord zu haben. Nach vielen Theorien und gegenseitigen Verdächtigungen löst Sonja den Fall: Danielle und Jean Pierre wollten den Mord vortäuschen, um Minou einen Schrecken einzujagen: Der Dolch war gar nicht im Rücken, sondern in ihrer Achel eingeklemmt. Als Minou sie vorfindet und schreit, fällt kurz das Licht aus. Diesen Moment nutzte der Mörder, um ihr den Dolch nun wirklich in den Rücken zu stechen – es ist ihr Mann Bilbo, der sie nicht mehr liebte und sich in Sonja verliebt hatte. Zudem litt er darunter, dass alle Jean Pierre für seine Kreativität verehrten, auf ihn aber herabblickten.
Als Sonja ihn enttarnt, zieht er eine Pistole und scheint nun auch alle anderen erschießen zu wollen, rennt jedoch dann in Danielles Zimmer, wo er sich selbst das Leben nimmt.

## Produktion
Die letzte Folge wurde vom Südwestfunk produziert und am 7. Juli 1964 zum ersten Mal ausgestrahlt, in Österreich lief er am 2. Januar 1970. Auf DVD erschien der Film 2012 bei Pidax.

## Rezeption
Das Urteil der zeitgenössischen Kritiken war geteilt: Das Hamburger Abendblatt lobte den Film als „Psycho-Thriller, der an Spannung und Logik endlich einmal keinen Wunsch offen ließ“ und hob neben Autor und Regisseur besonders die Leistung der Sonja-Darstellerin Ursula von Manescul hervor. Die Hörzu hingegen fand den Film „schlecht inszeniert“ und konstatierte, er funktioniere weder als Gruselfilm noch als Parodie, zudem sei Ursula von Manescul „der Aufgabe nicht gewachsen“ gewesen. Der Gong lobt sie als „schwarze, dämonisch-geheimnisvolle Frau mit rätselvollem, fast unheimlichem Blick“; der Film insgesamt verliere sich nach einem stimmungsvollen Anfang jedoch bald ins Theoretisieren, sodass die Atmosphäre verlorengehe.